# Instituto e Museu de História Natural de Chiba

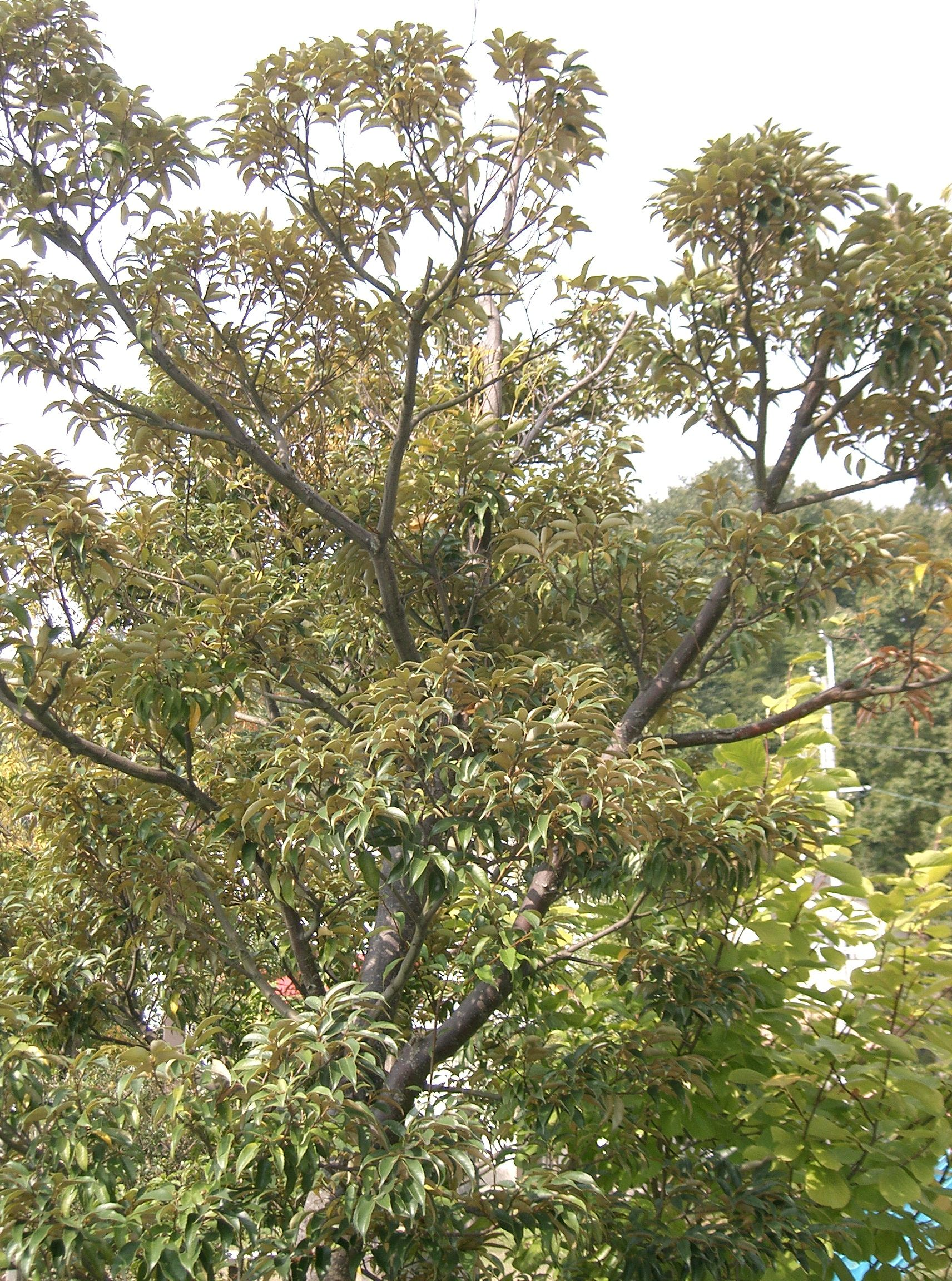
Na foto, Castanopsis sieboldii, endêmica no sul do Japão

O Instituto e Museu de História Natural de Chiba (em japonês: 千葉県立中央博物館, Chiba kenritsu chūō hakubutsukan) é uma instituição de pesquisa e um Museu de História Natural, em frente ao edifício principal encontra-se o Parque da Ecologia, (Jardim botânico) de 6,6 hectares (16,3 acres), localizado na cidade de Chiba, Chiba, Japão.
No parque, é possível ver a vida de plantas e animais e suas variações sazonais em uma natureza reconstruída. É observado vários tipos de vegetação de floresta e pastos, situados na península de Boso.
A Prefeitura de Chiba está trabalhando para desenvolver e melhorar seus museus como lugares que protegem e transmitem a natureza e a cultura da prefeitura, descobrem novos valores, disseminam informações e, por meio dessas atividades, desenvolvem recursos humanos e apoiam o aprendizado dos moradores da prefeitura e o desenvolvimento da comunidade.
O museu da prefeitura vem estabelecendo museus locais um após o outro com base no "Plano de Estabelecimento de Museus da Prefeitura de Chiba", mas agora está revisando sua gestão e operações com base no "Plano de Ação de Reforma do Sistema Administrativo e Financeiro da Prefeitura de Chiba", formulado no ano fiscal de 2002. Em 2004, Boso no Mura e Boso Fudoki no Oka foram fundidos para formar Boso no Mura, e em 2006, o Museu Otone e o Museu Sounan foram reorganizados como filiais do Museu Central, tornando-se a Filial Otone e a Filial do Castelo Otaki, respectivamente. Além disso, em 1º de abril de 2008, o Museu Kazusa foi transferido para a cidade de Kisarazu e, em 1º de abril de 2009, o Museu Awa foi transferido para a cidade de Tateyama, respectivamente, elevando o número total de museus de arte da província e museus para um museu de arte, quatro museus e três museus filiais. Além disso, o sistema de gerente designado foi introduzido em Boso no Mura em 1º de abril de 2006.

## Cursos
O Curso de Estudos de Chiba foi criado com o objetivo de compartilhar amplamente os resultados das atividades de pesquisa conduzidas por pesquisadores em museus da prefeitura. Esperamos que, por meio deste curso, a equipe do museu e os moradores locais possam redescobrir Boso e contribuir para a criação de uma nova comunidade local e seu desenvolvimento.
1. ↑  «Sobre Chiba»
2. ↑  «Sobre o Museu de Chiba»
3. ↑  «Cursos oferecidos pelo museu de Chiba»